# Badia de Galway
La badia de Galway (en irlandès: Loch Lurgain o Cuan na Gaillimhe) és una gran badia / estuari situat en la costa oest de l'illa d'Irlanda, entre el comtat de Galway, a la província de Connacht, fins al nord del districte de Burren del comtat de Clare, a la província de Munster. La ciutat de Galway es localitza al nord-est de la badia homònima. Aquesta té al voltant de 50 quilòmetres de longitud i entre 10 i 30 quilòmetres d'amplada. Les Illes Aran (Oileáin Árann) es troben a l'oest travessant l'entrada i existeixen a més a més nombroses petites illes al llarg de la badia.
Els accessos d'entrada a la badia entre les illes Aran i el terreny ferm són els següents: 
- estret Nord / An Súnda o Thuaidh es troba entre Aranmore i Leitir Mealláin, (comtat Galway) va ser conegut en temps passats com Bealach Còbit barbat Lurgan en gaèlic.
- estret de Gregory / Súnda Ghríoghóra es troba entre Aranmore i Inishmaan va ser conegut en gaèlic com Bealach na h-Áite.
- estret Fatídic / An Súnda Salach es troba entre Inishmaan i Inisheer va ser conegut com a Bealach na Fearbhaighe.
- estret Sud / An Súnda o Theas anteriorment conegut com a Bealach na Finnise es troba entre Inisheer i el comtat de Clare.

## Cultura popular

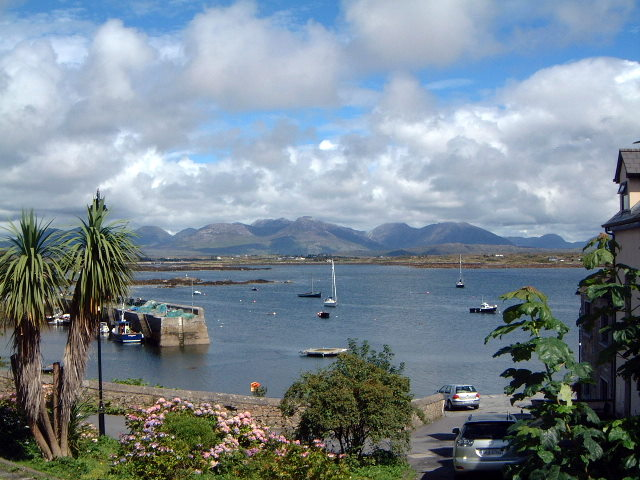
Vista de la badia des de Roundstone.

La badia de Galway és famosa per la seva embarcació de vela tradicional única, la hooker de Galway.